# Alocoderus holdereri
Alocoderus holdereri är en skalbaggsart som beskrevs av Edmund Reitter 1900. Alocoderus holdereri ingår i släktet Alocoderus och familjen Aphodiidae. Inga underarter finns listade i Catalogue of Life.